# Optimisation non linéaire
En optimisation, vue comme branche des mathématiques, l'optimisation non linéaire (en anglais : nonlinear programming – NLP) s'occupe principalement des problèmes d'optimisation dont les données, i.e., les fonctions et ensembles définissant ces problèmes, sont non linéaires, mais sont aussi différentiables autant de fois que nécessaire pour l'établissement des outils théoriques, comme les conditions d'optimalité, ou pour la bonne marche des algorithmes de résolution qui y sont introduits et analysés. Cette sous-discipline de l'optimisation, à la frontière mal définie et l'introduction un peu artificielle, a aussi son existence liée à la communauté de chercheurs qui se sont spécialisés sur ces sujets et au type de résultats qui ont pu être obtenus.[réf. souhaitée]
Elle complémente l'optimisation non lisse (ou non différentiable),  elle aussi liée à une communauté de chercheurs spécialisés.[réf. souhaitée] Ces deux disciplines se rassemblent pour former ce que l'on appelle l'optimisation continue, qui jouxte, quant à elle, d'autres sous-disciplines telles que l'optimisation combinatoire (ou discrète), l'optimisation stochastique, etc.

## Formulation mathématique
On a une fonction {\displaystyle f:X\to R}, avec {\displaystyle X\subseteq R^{n}}. L'objectif est de déterminer le vecteur x défini par :
{\displaystyle x\in X;\,f(x)=\min _{y\in X}f(y)}.
De façon équivalente, on peut rechercher la valeur pour laquelle f est maximale :
{\displaystyle x\in X;\,f(x)=\max _{y\in X}f(y)}.

## Méthodes de résolution
Si la fonction est convexe ou concave, et l'ensemble des contraintes est convexe, alors il existe des méthodes spécialisées, appelées méthodes d'optimisation convexe.
Sinon, il existe plusieurs solutions. Par exemple, utilisant le principe de séparation et évaluation pour diviser et traiter séparément plusieurs paramètres.
L'algorithme peut également être arrêté avant d'aboutir, si on peut prouver qu'aucune solution ultérieure ne sera meilleure à un certain seuil de tolérance près. Les conditions de Karush-Kuhn-Tucker (KKT) garantissent qu'une solution ainsi obtenue est optimale.
On utilise des algorithmes de résolution tels que :
- la méthode de Newton,
- la méthode de quasi-Newton,
- la méthode du gradient conjugué,
- la recherche linéaire,
- les régions de confiance,
- la méthode de Nelder-Mead,

## Contraintes
Si les contraintes s'expriment sous la forme d'inégalités
{\displaystyle h_{1}(x)\geq 0,\ h_{n}(x)\geq 0}
on peut utiliser la méthode de la « barrière logarithmique ». Si ƒ est la fonction à minimiser, alors on définit la fonction
{\displaystyle B(x)=f(x)-\mu \ln(h)}
ainsi, lorsque x se rapproche de la frontière, la valeur de ln(h) tend vers –∞, ce qui pénalise la zone. On effectue plusieurs recherches en faisant tendre μ vers 0.

## Exemples

### En dimension 2

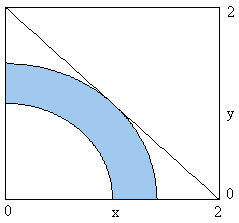
L'intersection d'une ligne avec l'ensemble des contraintes représente la solution.

Un problème simple peut être posé ainsi :
x1 ≥ 0
x2 ≥ 0
x12 + x22 ≥ 1
x12 + x22 ≤ 2
où l'on cherche à maximiser la fonction
f (x1, x2) = x1 + x2

### En dimension 3

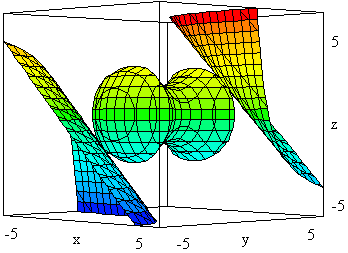
L'intersection de la surface avec l'espace des contraintes au centre représente la solution.

On peut formuler un problème ainsi :
x12 − x22 + x32 ≤ 2
x12 + x22 + x32 ≤ 10
où l'on cherche à maximiser la fonction :
f(x1, x2, x3) = x1x2 + x2x3

#### Documentation
- (en) Nonlinear programming FAQ
- (en) Mathematical Programming Glossary
- (en) Nonlinear Programming Survey OR/MS Today

#### Implémentations
- (en) AIMMS Optimization Modeling AIMMS — include nonlinear programming in industry solutions ;
- (en) AMPL solver software ;
- (en) Artelys Knitro - solveur spécialisé dans la résolution de problèmes d'optimisation non linéaire de grande dimension (version d'essai disponible);
- (en) GAMS General Algebraic Modeling System.